# Living in a Magazine
Albums de Zoot Woman
Zoot Woman
(2003)
Singles
1. It's Automatic
Sortie : 2000
2. You and I
Sortie : 12 février 2001
3. Living in a Magazine
Sortie : 2001

Living in a Magazine est le premier album du trio d'electro-pop britannique Zoot Woman, sorti en mai 2001 sur le label Wall of Sound.
Le titre The Model est une reprise du titre Das Model de Kraftwerk, sorti en 1978 sur l'album The Man-Machine[réf. nécessaire].
Il culmine à la 38e place du classement des albums indépendants du Royaume-Uni.
Tim DiGravina de AllMusic donne à l'album 4 étoiles sur 5, disant : « Stuart Price des Rhythmes Digitales joue clairement un rôle clé dans le groupe, mais il contrôle ses réflexions électroniques funky, permettant à l'album de prendre une subtile sensation jazzy en honorant le son synthpop des années 1980. ». NME le nomme comme 49e meilleur album de 2001.

## Liste des titres
Toutes les chansons sont écrites et composées par Adam Blake (en), Johnny Blake et Stuart Price, sauf The Mode écrit par Karl Bartos, Ralf Hütter et Emil Schult..
| 1.    | It's Automatic          | 4:05 |
| 2.    | Living in a Magazine    | 4:09 |
| 3.    | Information First       | 3:42 |
| 4.    | You and I               | 3:32 |
| 5.    | Nobody Knows (Part one) | 4:42 |
| 6.    | Nobody Knows (Part two) | 2:06 |
| 7.    | The Model               | 3:31 |
| 8.    | Jessie                  | 3:58 |
| 9.    | Chicago, Detroit, L.A.  | 3:56 |
| 10.   | Losing Sight            | 2:43 |
| 11.   | Holiday Home            | 3:24 |
| 39:48 |                         |      |